# Orthotrichia barnardi
Orthotrichia barnardi är en nattsländeart som beskrevs av Scott 1963. Orthotrichia barnardi ingår i släktet Orthotrichia och familjen smånattsländor. Inga underarter finns listade i Catalogue of Life.